# Knut Kolle
Knut Kolle (Oslo, 11 agosto 1945 – 13 giugno 2023) è stato un calciatore norvegese, di ruolo difensore.

## Carriera

### Club
Kolle giocò nel Lyn Oslo dal 1964 al 1973. Esordì con questa maglia il 26 luglio 1964, quando fu schierato nel pareggio per 1-1 contro il Sandefjord. Diede il proprio contributo per la vittoria del campionato 1964 e del campionato 1968, oltre che alle vittorie in Norgesmesterskapet del 1967 e del 1968. Il 19 settembre 1967 debuttò nelle competizioni europee, impiegato nella sconfitta esterna per 2-0 contro il Bologna, in un incontro valido per la Coppa delle Fiere 1967-1968.

## Palmarès

### Club

#### Competizioni nazionali
- Campionato norvegese: 2

Lyn Oslo: 1964, 1968
- Coppa di Norvegia: 2

Lyn Oslo: 1967, 1968